# Fredrik Tengström
Adolf Fredrik Oskar Tengström, född 10 juli 1833 i Visby, död 27 januari 1896 i Sundsvall, var en svensk bankdirektör och bokbindare. 

## Biografi
Tengström arbetade först som bokbindare på flera olika ställen runt om i Sverige innan han 1856 kom till Sundsvall från Hudiksvall. 1871 var han en av stiftarna av Sundsvalls fabriks-och hantverkarförening, där han var ordförande i styrelsen i 25 år.
Tengström var ordförande i Tekniska afton- och söndagsskolans styrelse och verkställande direktör för Medelpads Folkbank. Dessutom var han ordförande i styrelsen för Sundsvalls pantbank och ledamot av skolrådet, bevillningsberedningen och stadsfullmäktiges beredningsutskott samt ordförande i fattigvårdsstyrelsen. Han verkade även som revisor i Sundsvall och var landstingsman. Från 1873 till 1896 satt han i Sundsvalls stads stadsfullmäktige.
Tengström gifte sig två gånger och fick tre barn.